# Iad (religie)

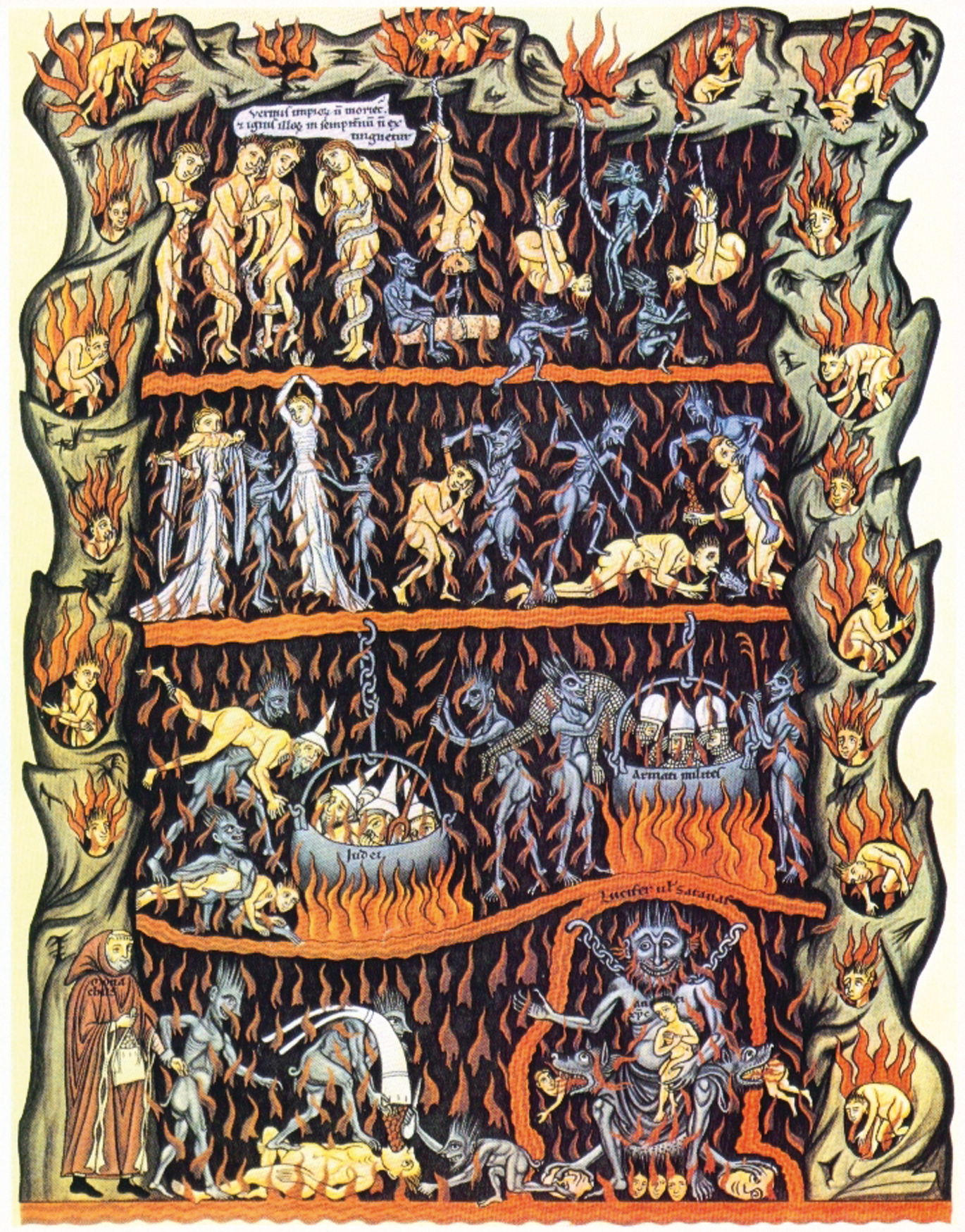
Prezentarea infernului în manuscriptul Hortus deliciarum (circa 1180)

Iadul este denumirea folosită de religie sau secte religioase pentru a desemna un loc pe „tărâmul celălalt” („lumea cealaltă”) cu o localizare sub pământ, locuit de demoni (diavoli, draci, Satan), loc caracterizat prin suferința sufletelor păcătoase care sunt arse în focul veșnic, ca pedeapsă pentru faptele lor rele din timpul vieții.

## Caractere generale
Cuvântul „iad“ se găsește în multe traduceri ale Bibliei. Unele traduceri spun „mormânt“, „locuința morților“ etc. Alte Biblii transliterează pur și simplu cuvintele din limbile originale care sunt redate adesea prin „iad“, adică le transcriu folosind alfabetul nostru, fără să le traducă. Care sunt aceste cuvinte? Ebraicul Sheol și echivalentul său grecesc Hades, care nu se referă la un singur mormânt, ci la mormântul comun al omenirii. Mai este și termenul grecesc gheenă, provenit din ebraică - „Gey Hinom” - „Valea lui Hinom” - care este folosit ca simbol al distrugerii eterne. 
| VT (ebraică) | VT (greacă) | NT (greacă) | latină   | română | apariții în NT |
| ------------ | ----------- | ----------- | -------- | ------ | -------------- |
| Seol         | Hades       | Iad         | infernus | Iad    | 10 ori         |
| Ge Hinom     | Ennom       | gheenă      | infernus | gheenă | 11 ori         |

În Noul Testament:

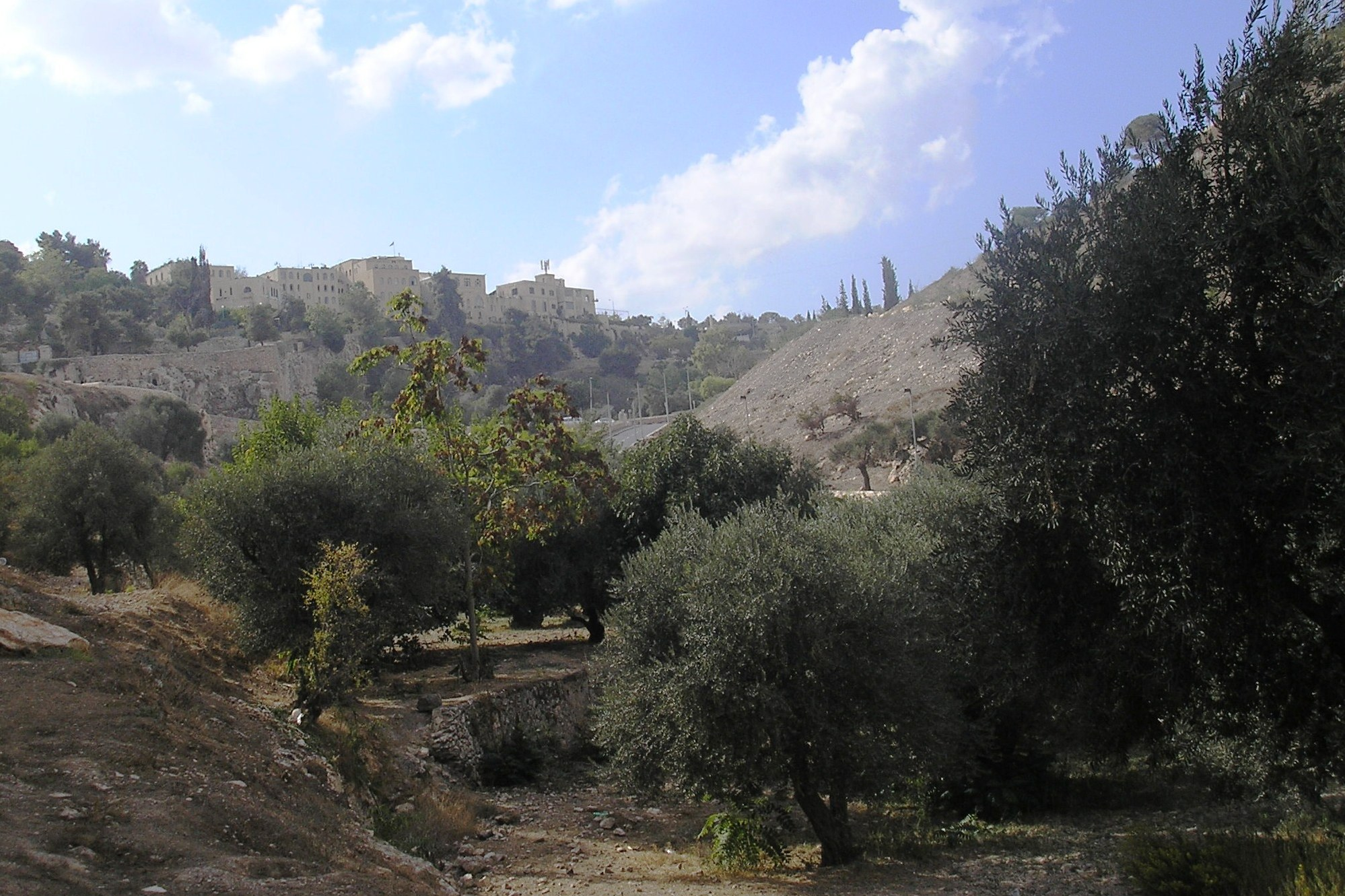
gheenă, 2007

- iad: Matei 11:23 16:18. Luca 10:15. Faptele 2:27,31. 1 Corinteni 15:55. Apocalipsa 1:18 6:8 20:13,14
- gheenă: Matei 5:22,29,30, 10:28, 18:9, 23:15,33. Marcu 9:43,45,47, Luca 12:5, Iacov 3:6.
- lacul de foc: Apocalipsa 19:20, 20:10,14,15; 21:8.

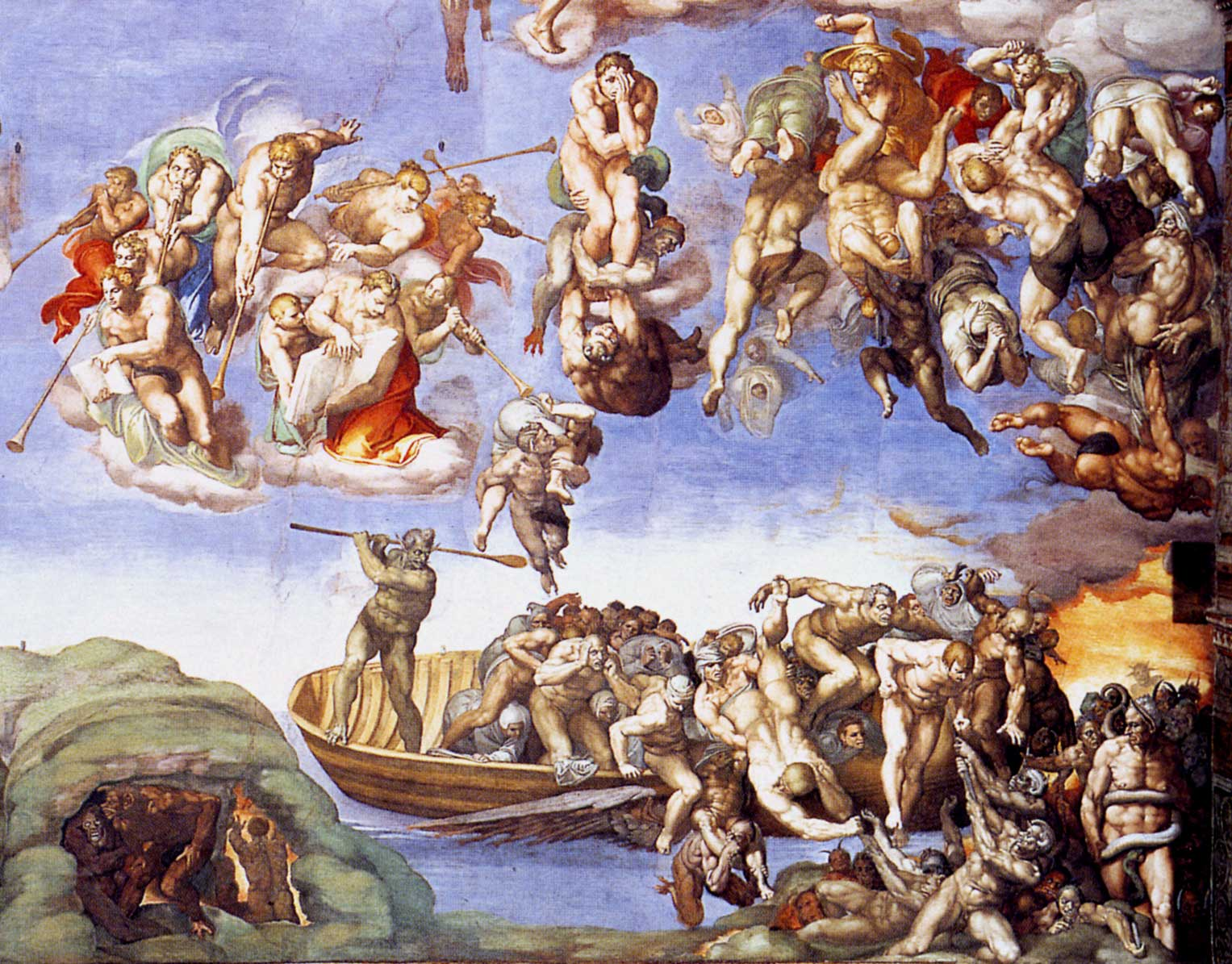
Michelangelo: Judecata cea din urmă

Cu toate acestea, atât în creștinătate, cât și în multe religii necreștine se învață că iadul este un loc unde se află demoni și unde cei răi, după ce mor, sunt pedepsiți (după opinia unora, chiar torturați) pentru eternitate.
În creștinism sau alte religii iadul este după judecata din urmă locul de schingiuire a sufletelor păcătoase de către demoni, în opoziție cu raiul locul de răsplată a celor curați de păcate și care urmează întocmai instrucțiunile divine din timpul vieții.
Unii mai puțin păcătoși primesc șansa de a ajunge cu sufletul curat în rai fiind trecuți prin focul purgatoriului. 
Pe când în unele religii suferințele iadului au un timp limitat durând până când păcătoșii și-au ispășit păcatele, doctrina catolică și ortodoxă consideră aceste suferințe în iad ale păcătoșilor ca fiind veșnice, atâta vreme cât nu se căiesc pentru faptele lor înainte de moarte, moment în care sunt absolviți de păcate, iar destinația devine Raiul.

## Reprezentări artistice
Iadul este reprezentat de pictorii din evul mediu Hieronymus Bosch (1450-1516), Hans Memling (ca. 1433/1440-1494), Luca Signorelli (ca. 1445/50-1523), Peter Paul Rubens (1577-1640) Sandro Botticelli (1445-1510) ca un infern de flăcări, cu diavoli care schingiuiesc cu plăcere, fiind descris și în opera literară a lui Dante Divina Comedie iadul are aici mai multe faze (trepte) de schingiuire, in conformitate cu gravitatea păcatelor.

## Alte opinii
Conceptul de „iad” ca loc de tortură este conform multor atei, martorilor lui Iehova, adventiștilor și unor musulmani în contradicție logică cu ideea existenței unui Dumnezeu iubitor (1 Ioan 4:8). Argumentând: „Ce ați crede despre un părinte care ar ține mâna copilului său deasupra focului ca să-l pedepsească pentru o greșeală? „Dumnezeu este iubire“ (1 Ioan 4:8). Ar putea face el ceea ce niciun părinte uman cu mintea sănătoasă n-ar face vreodată? Categoric, nu!“.